# رقص (فیلم ۲۰۱۲)
رقص (به تامیلی: Thaandavam) فیلمی محصول سال ۲۰۱۲ و به کارگردانی ای.ال. ویجی است. در این فیلم بازیگرانی همچون ویکرام، جاگاپاتی ببو، آنوشکا شتی، ایمی جکسون، رائی لاکشمی، نثار، سانتانام، سارانیا پونوانان، کوتا سرینیواسا راو، سایاجی شینده و تامبی رامایاش ایفای نقش کرده‌اند.